# Megillot
| Ketuvim (Schriften) des Tanach                                                                      |
| --------------------------------------------------------------------------------------------------- |
| Sifrei Emet (poetische Bücher)                                                                      |
| - סֵפֶר תְּהִלִּים – Buch der Psalmen - אִיּוֹב – Ijob - מִשְלֵי שְׁלֹמֹה – Sprüche Salomos                          |
| חמש מגילות – Megillot (Festrollen)                                                                  |
| - רוּת – Buch Rut - שִׁיר הַשִּׁירִים – Hoheslied - קֹהֶלֶת – Kohelet - אֵיכָה – Klagelieder - אֶסְתֵּר – Buch Ester |
| Übrige                                                                                              |
| - דָּנִיּאֵל – Daniel - עֶזְרָא – Esra (einschließlich Nehemia) - דִּבְרֵי הַיָּמִים – Chronik (1–2 Chr)            |

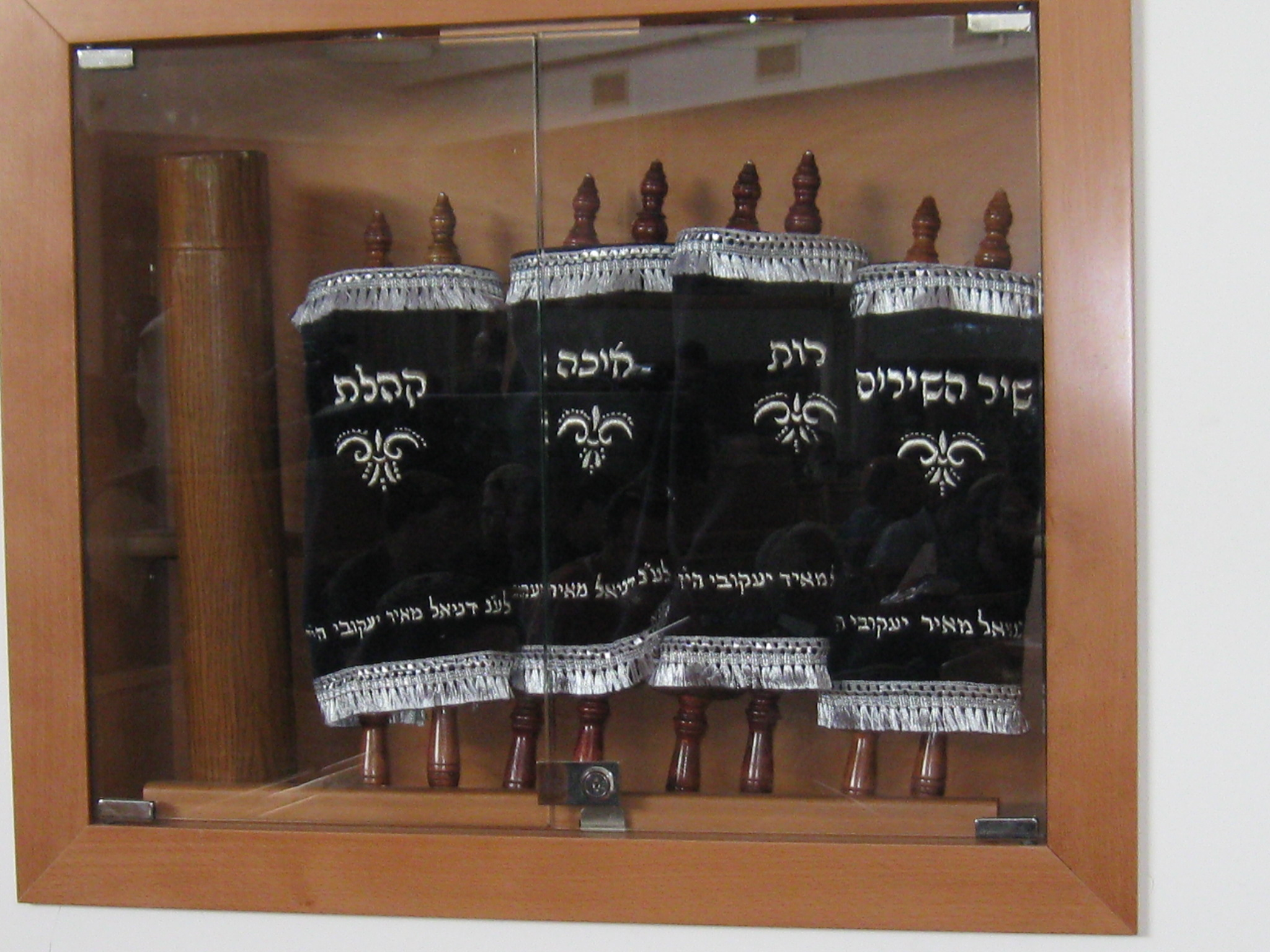
Fünf Megillot; links die Rolle Ester, die meist in einer besonderen Hülle aufbewahrt wird

Als חֲמֵשׁ מְגִילּוֺת Chamesch Megillot [xaˈmɛʃ məˈgillɔt], deutsch ‚fünf Rollen‘ (zu מְגִלָּה [məˈgillaː], deutsch ‚Rolle‘, ‚Schriftrolle‘) bezeichnet das Judentum die sog. Festrollen im dritten Teil des Tanach, den Ketuvim („Schriften“): das Buch Rut, Hoheslied, Kohelet, die Klagelieder und das Buch Ester. Sie sind den wichtigsten fünf jüdischen Festen Schawuot, Pessach, Sukkot, Tischa beAv und Purim zugeordnet.

## Stellung in der Bibel
Die Zusammenstellung der fünf Megillot ist seit dem 6. Jh. belegt. Sie sind unter anderem dadurch ausgezeichnet, dass es zu ihnen auch Midraschim gibt. So enthält der Midrasch rabba Midraschim zu den fünf Büchern der Tora und zu den fünf Megillot.
Die Reihenfolge variiert in den Handschriften stark. Der babylonische Talmud nennt für die Ketuvim eine Reihenfolge, die sich an der angenommenen Entstehungszeit orientiert. Dabei stehen die fünf Rollen aber nicht zusammen: Rut – Psalmen – Ijob – Buch der Sprichwörter – Kohelet – Hoheslied – Klagelieder – Daniel – Ester – Esra – Chronik. Dieser Anweisung folgen in der Regel die sefardischen und die jemenitischen Handschriften.
Im Codex von Aleppo (ca. 920 n. Chr.), der masoretischen Musterhandschrift des Aaron ben Mosche ben Ascher, sowie im Codex L (1008 n. Chr.), der mehreren modernen Bibelausgaben zugrunde liegt, stehen die Megillot ebenfalls in einer chronologisch motivierten Reihenfolge, aber in einem Block zusammen, nach den Psalmen, Ijob und Sprüchebuch und vor dem Buch Daniel. Auf das nach Rut 1,1  zur Zeit der Richter spielende Buch Ruth folgen das Hohelied und Kohelet, die beide traditionell auf Salomo zurückgeführt werden, die Klagelieder aus der Zeit nach der Eroberung Jerusalems durch Nebukadnezar sowie das Buch Esther, das in persischer Zeit in Susa spielt. Diese Reihenfolge findet sich entsprechend auch in der Biblia Hebraica Stuttgartensia und der Biblia Hebraica Quinta, aber auch in einigen aschkenasischen Handschriften.
In manchen aschkenasischen Handschriften ist auch eine andere Reihenfolge belegt, die der Abfolge der jüdischen Feste im Jahreskreis entspricht. Hier steht das zu Pessach (März/April) gelesene Hohelied an erster Stelle, gefolgt vom Buch Ruth, das traditionell am zweiten Tag des Schawuotfestes, also sieben Wochen nach Pessach (Mai/Juni) gelesen wird. An dritter Stelle stehen die Klagelieder, die zum 9. Av (Juli/August), dem Gedenktag der Tempelzerstörung, gelesen werden. Darauf folgt, als Festlesung zum Laubhüttenfest (Sukkot, September/Oktober), Kohelet, und zum Schluss Esther, die Festrolle zum Purimfest, das im Monat Adar, dem zwölften Monat des jüdischen Jahres (Februar/März), gefeiert wird. Die im 16. Jahrhundert bei Daniel Bomberg gedruckten Rabbinerbibeln haben diese liturgische Reihenfolge übernommen, woran sich die meisten hebräischen Bibeldrucke bis hin zur Biblia Hebraica Leningradensia sowie viele Übersetzungen anschlossen (z. B. Die Schrift und die Bibel in gerechter Sprache).
Das christliche Alte Testament kennt zwar alle fünf Schriften, ordnet sie jedoch nicht zusammen. Die Reihenfolge orientiert sich an den Inhalten der Bücher und der in ihnen geschilderten Ereignisse: Rut (nach Richter) und Ester (nach Esra bzw. Judit) werden den Geschichtsbüchern zugeordnet, während Kohelet und Hoheslied (nach Sprichwörter) zu den Lehrbüchern zählen. Klagelieder wird unter den Propheten dem Buch Jeremia nachgestellt, der traditionell als sein Autor gilt. Das Alte Testament folgt mit dieser Abfolge weitgehend der Septuaginta.

## Sonstiges
Der Traktat Megilla aus der Mischna beschäftigt sich ausschließlich mit dem Buch Ester.